# Paulette Kourouma
Paulette Kourouma est une magistrate et femme politique guinéenne.

## Carrière
Paulette Kourouma est magistrate de formation. Elle fait partie de la même promotion de l'université de Conakry que Lansana Kouyaté, son futur chef de gouvernement.
Présidente de la 2e chambre économique de la cour d'appel de Conakry, elle est ensuite ministre de la Justice et des Droits de l'Homme au sein du gouvernement Kouyaté du 28 mars 2007 au 20 mai 2008.
Elle est la première femme à occuper cette fonction.